# Рабство в Древней Греции

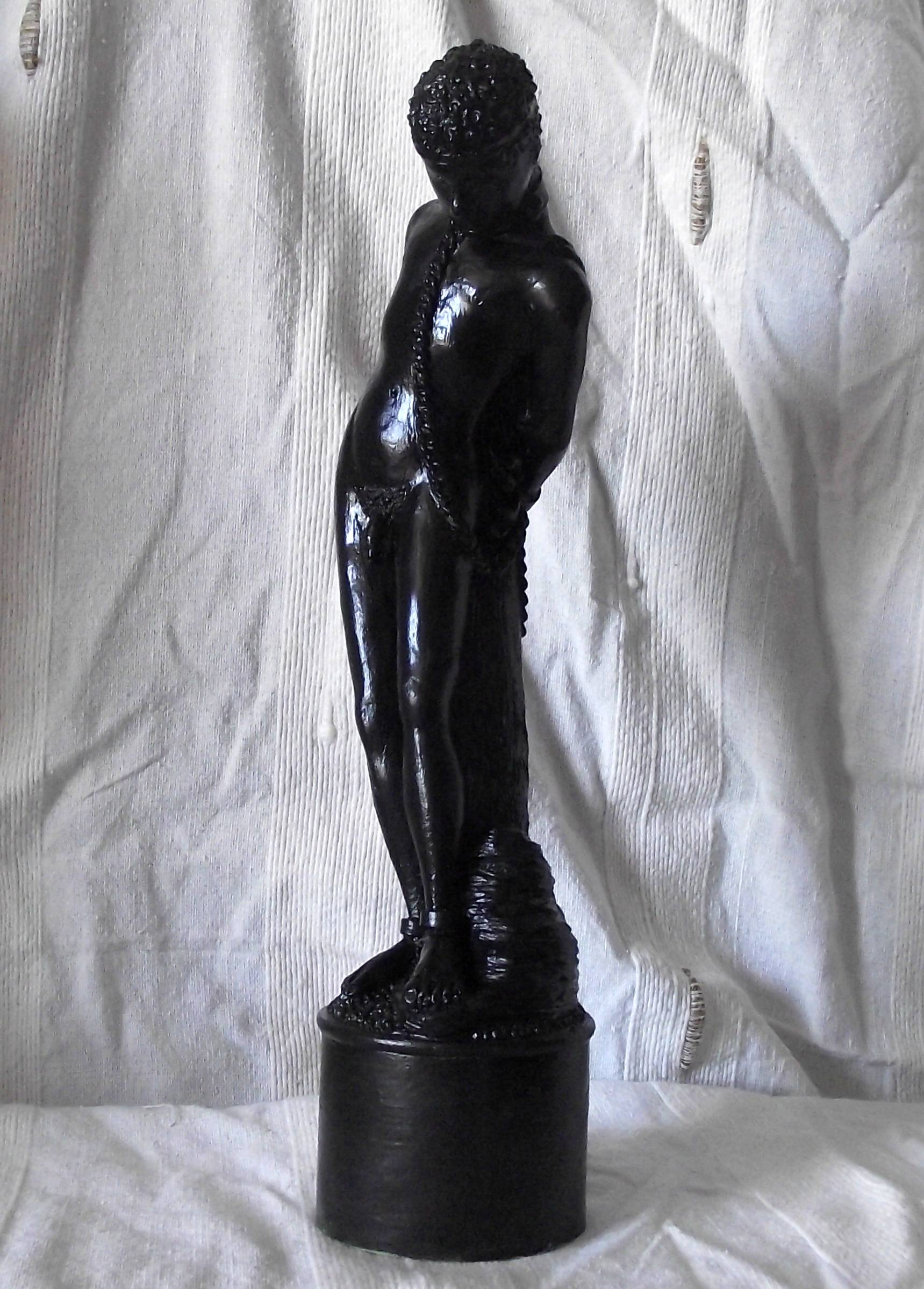
Изображение раба

Рабство в Древней Греции — рабство было широко распространенной практикой в Древней Греции, как и в других государствах античности. В основном рабы использовались в сельском хозяйстве, но их также использовали в каменоломнях и шахтах и в качестве домашней прислуги. Помимо того, существовали государственные рабы (англ. Demosioi) (например — токсоты в Афинах) и храмовые рабы.
Античный рабовладельческий способ производства, обеспечивший экономическое развитие античной цивилизации, обусловил и её культурные достижения. Уже в доисторический гомеровский период рабство было нормой. Победитель обращал военнопленных в рабов, продавал их или за выкуп отпускал на свободу. Морской разбой также соединялся с многочисленными случаями обращения в рабство. Большинство рабов в эту эпоху были греками и захватывались в войнах между греческими полисами, что влияло на отношение господ к рабам. С течением времени начинает расти дистанция между свободными и рабами, число последних постепенно увеличивается. Весьма вероятно, что соотношение свободных граждан к рабам было 1:3. В Афинах не было почти ни одного семейства, даже очень бедного, которое не владело хотя бы одним рабом.

## Историография
В XIX веке особо выделяется классический труд французского историка А. Валлона «История рабства в античном мире» (1-е изд. 1847, 2-е изд. 1879), эта фундаментальная работа долгое время оставалась единственной попыткой систематизации материала древности по вопросу античного рабства.
Из других учёных XIX в. можно отметить К. Бюхера, акцентировавшего значение рабства для народов классической древности.
Уильям Митфорд, обращая внимание на развитие рабства, подчёркивал, что свободой в Греции могло пользоваться лишь незначительное меньшинство.
В отличие от XIX в., в XX в. вопрос о социальной структуре античного общества, в частности об античном рабстве, стал одним из важнейших в центре внимания антиковедов.
Как отмечал М. Финли, античное общество рассматривало рабство как естественную и органическую часть своего существования.
А. И. Доватур выделял включение Аристотелем в число первичных человеческих объединений, наряду с супружеской парой, соединения господина и раба.
Аристотель в самом начале своего знаменитого трактата «Политика» теоретически обосновывал необходимость рабства как социального института, без которого была бы невозможна «благая жизнь» его соотечественников.
А. П. Медведев выделяет роль полиса в поддержании рабовладельческого характера древнегреческого общества: по Ксенофонту, все хозяева рабов в общине действуют вместе, как «добровольная стража»; известно рассуждение Сократа в беседе с Главконом о том же.
Как констатировал Энгельс, «только рабство сделало возможным разделение труда в более или менее крупном масштабе между земледелием и промышленностью и таким путём сделало возможным расцвет древнего мира, греческую культуру. Без рабства не было бы греческого государства, греческого искусства и науки; без рабства не было бы и римской империи, а без фундамента греческой культуры и римской империи не было бы и современной Европы. Мы никогда не должны забывать, что все наше экономическое, политическое и интеллектуальное развитие имело своим предварительным условием такой строй, в котором рабство было столь же необходимым, сколько общепризнанным элементом».
Особняком в историографии вопроса стоят устаревшие ныне Э. Мейер, считавший, что рабство мало чем отличалось от наёмного труда, и У. Уэстерман, по которому рабство, крепостничество и наёмный труд были равномерно присущи античному обществу.
Отмечают, что историография по вопросу рабства в древнем мире тесно связана с идеологическими разногласиями нового времени.
Проф. Э. Д. Фролов, рассказывая об общем очерке экономики классической Греции К. М. Колобовой 1937 г., который, как он отмечает, до сих пор остается одним из лучших среди подобных общих обзоров экономики античного мира, представляет его как в полной мере отражающий выработанную к тому времени советскими историками концепцию рабовладельческого способа производства как определяющего системного стержня античной экономики. Откуда — «резкое неприятие как взглядов Эд. Мейера и М. И. Ростовцева, не видевших особых различий между экономической жизнью классической древности и отношениями нового, капиталистического времени, так и теории К. Бюхера, низводившего античность до уровня примитивного, обходившегося без развитой системы обмена, натурального хозяйства».